# 4. tanková armáda

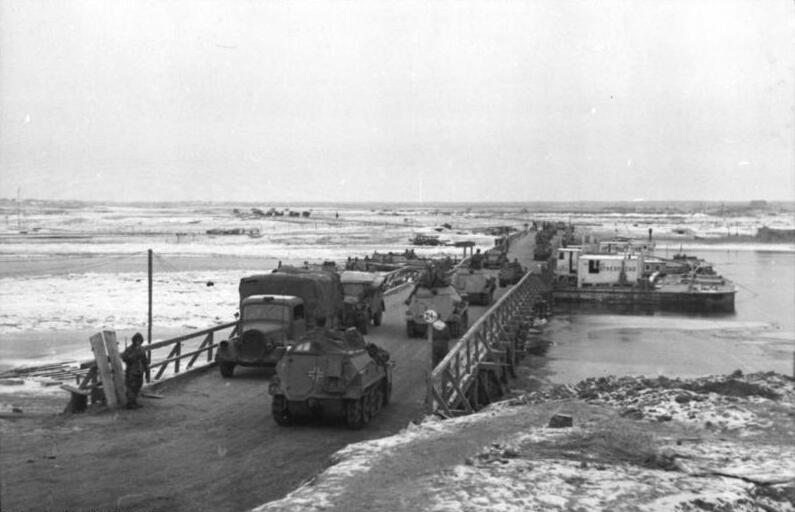
Podzim 1943, 4. tanková armáda na jižní Ukrajině

4. tanková armáda, působící od svého vzniku 15. února 1941 do 1. ledna 1942 jako 4. tanková skupina (Panzergruppe 4), byla německá tanková formace během druhé světové války. Jako klíčová obrněná složka Wehrmachtu se zúčastnila rozhodujících bitev německo-sovětské války v letech 1941-45, včetně operace Barbarossa, bitvy o Moskvu, bitvy u Stalingradu, bitvy u Kurska a bitvy o Kyjev v roce 1943.

## Zformování a přípravy na operaci Barbarossa
V rámci příprav německého vrchního velení na operaci Barbarossa byl v únoru 1941 velitelem 4. tankové armády jmenován generaloberst Erich Hoepner. Ta měla táhnout na Leningrad jako součást Skupiny armád Sever pod vedením Wilhelma von Leeba. 30. března 1941 Hitler přednesl projev k asi dvěma stovkám vyšších důstojníků Wehrmachtu, v němž vyložil své plány na ideologickou vyhlazovací válku (Vernichtungskrieg) proti Sovětskému svazu. Prohlásil, že "chce, aby nadcházející válka proti Sovětskému svazu nebyla vedena podle vojenských zásad, ale jako vyhlazovací válka" proti ideologickému nepříteli, ať už vojenskému nebo civilnímu. Mnoho velitelů wehrmachtu, včetně Hoepnera, se k tomuto názoru přiklonilo a jako velitel 4. tankové armády vydal směrnici pro své vojáky:
Válka proti Rusku je důležitou kapitolou v boji o existenci německého národa. Je to starý boj Germánů proti slovanským národům, obrana evropské kultury před moskevsko-asijskou záplavou a odražení židobolševismu. Cílem této bitvy musí být zničení současného Ruska, a proto musí být vedena s nebývalou tvrdostí. Každá vojenská akce musí být při plánování a provádění vedena železnou vůlí nemilosrdně a totálně vyhladit nepřítele. Zejména nesmí být ušetřeni žádní stoupenci současného rusko-bolševického systému.
– 2. května 1941

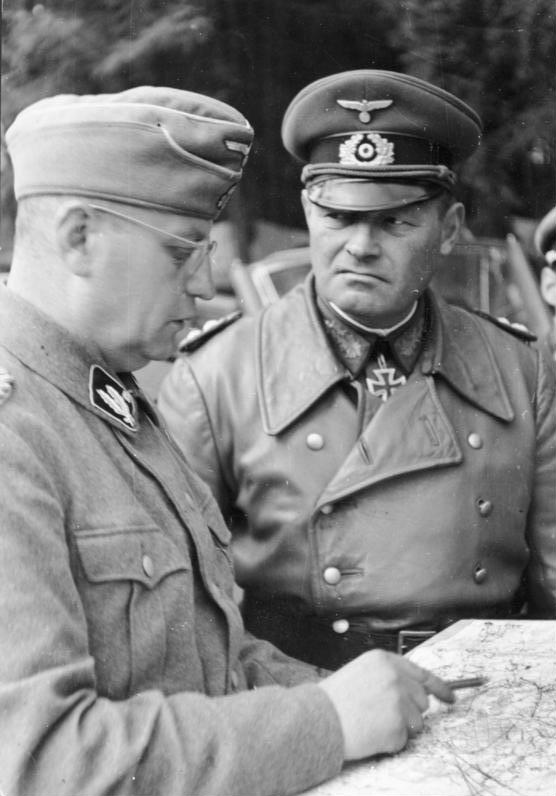
Erich Hoepner (vpravo) s velitelem divize SS Polizei Walterem Krügerem, říjen 1941

Rozkaz byl předán vojákům z Hoepnerovy iniciativy, dříve než oficiální směrnice OKW (Vrchního velitelství Wehrmachtu), které položily základy vyhlazovací války, jako byl dekret Barbarossa z 13. května 1941 a další rozkazy. Hoepnerova směrnice předcházela prvnímu návrhu komisařského rozkazu OKH (Vrchního velení armády).Historik Jürgen Förster napsal, že Hoepnerova směrnice představovala „nezávislou transformaci Hitlerových ideologických záměrů do podoby rozkazu“.